# Confederação Brasileira de Squash
A Confederação Brasileira de Squash (CBS) é o órgão responsável pela organização dos eventos nacionais e pela representação de entidades e atletas de squash no Brasil.